# اژدهای آرزو
ویش دراگون (انگلیسی: Wish Dragon) یا اژدهای حاجت‌دهنده یا اژدها را دوست دارم یک انیمیشن کمدی به نویسندگی و کارگردانی «کریس اپلهانس»  است که در سال ۲۰۲۱ منتشر شد.

## داستان
داستان از آنجا شروع می‌شود که «دین» (با صدای جیمی وونگ) در پی دیدن دوباره دوست دوران کودکی خود «لینا» (ناتاشا لیو بوردیزو) است که به دلیل منتقل شدن از محله، از هم جدا شده‌اند. دین و لینا در کودکی به یکدیگر قول می‌دهند که تا همیشه دوست بمانند، لذا دین تمام تلاش خود را برای عملی کردن قول خود می‌کند. در این حال دین با یک اژدها برخورد می‌کند که می‌تواند سه آرزوی دین را برآورده کند. دین و اژدها سفر ماجراجویی خنده‌دار خود را آغاز می‌کنند و سفر آنها را مجبور می‌کند به برخی از بزرگترین سوالات زندگی پاسخ دهند، چرا که وقتی می‌توانید هر چیزی را آرزو کنید، باید تصمیم بگیرید که واقعاً چه چیزی مهم است. دین اولین آرزوی خود را صرف یک رزمی کار حرفه ای شدن می‌کند دومین آرزوی وی ۲۴ ساعت اشراف‌زاده شدن بود و آرزوی آخر او که خیلی برای او دچار سردرگمی شده بود زنده شدن پدر لینا بود دین در آخر متوجه می‌شود پول اگر باعث شود که انسان اطرافیانش را از یاد ببرد ارزشی ندارد

## صداپیشگان
- کنستانس وو (مادر)
- جان چو (لانگ، اژدهای آرزو)[۱۱]
- ویل یان لی (پدر)
- جیمی وانگ (دین)
- بابی لی
- ناتاشا لیو بوردیزو (لینا)